# Falguera de Barnsley

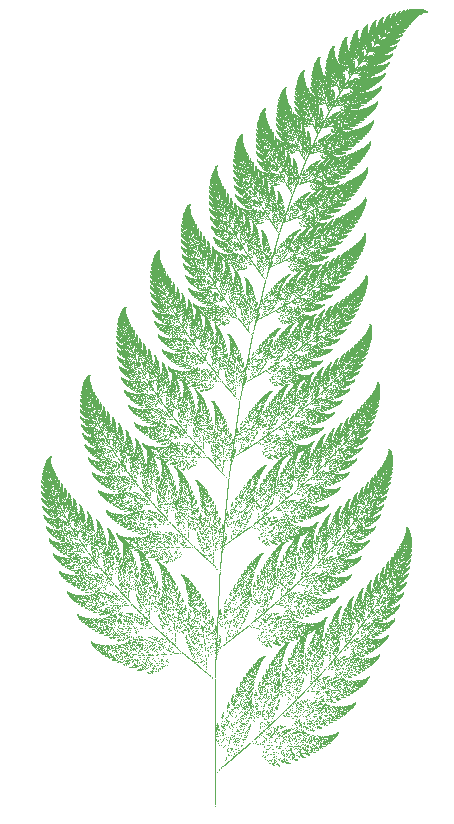
Falguera de Barnsley

La falguera de Barnsley és un fractal amb auto-similaritat que va ser proposat pel matemàtic Michael Barnsley al seu llibre Fractals Everywhere l'any 1988. Està inspirat en la forma de les fulles d'una falzia negra.
La falguera de Barnsley és un exemple de sistema de funcions iterades per crear un fractal, concretament utilitzant quatre transformacions afines que indiquen la posició del següent punt basant-se en l'actual.

## Procediment
La idea de la falguera parteix d'un arbre fractal on s'hi defineix un angle de rotació (θ) proper a 0, una raó (r) entre les longituds de dos segments units, i una alçada de la falguera (h).
Al definir-lo d'aquesta manera, totes les fulles es corben cap a la mateixa direcció; perquè les fulles de l'altre costat es corbin adequadament, n'hi ha prou amb compondre la primera semblança directa amb la simetria adequada, definint una variable (ε) que oscil·la entre 1 i -1 depenent del costat de la tija.
L'alçada de la falguera és {\displaystyle \sum _{k=0}^{\infty }(r_{i}\cos \theta _{i})^{k}={1 \over 1-r_{i}\cos \theta _{i}}}.
Utilitzant aquests valors sobre l'últim punt dibuixat (x, y), es fa servir la següent matriu de transformació per obtenir el punt següent:
{\displaystyle f(x_{n},y_{n})={\begin{bmatrix}\varepsilon _{i}r_{i}\cos \theta _{i}&-r_{i}\sin \theta _{i}\\\varepsilon _{i}r_{i}\sin \theta _{i}&r_{i}\cos \theta _{i}\end{bmatrix}}{\begin{bmatrix}x_{n-1}\\y_{n-1}\end{bmatrix}}+{\begin{bmatrix}0\\h_{i}\end{bmatrix}}}
Tot i això, sovint s'assigna a cada posició de la matriu una variable per simplificar-ne la computació:
{\displaystyle f(x_{n},y_{n})={\begin{bmatrix}a_{i}&b_{i}\\c_{i}&d_{i}\end{bmatrix}}{\begin{bmatrix}x_{n-1}\\y_{n-1}\end{bmatrix}}+{\begin{bmatrix}e_{i}\\f_{i}\end{bmatrix}}}
S'utilitzen de manera alternada (a l'atzar, però amb probabilitats diferents) quatre versions d'aquesta matriu, a base de canviar les variables esmentades. Cadascuna d'aquestes versions construeix una part diferent del dibuix:
- Tija
- Primera fulla esquerra
- Primera fulla dreta
- Fulles successivament més petites